# Pousada D. Maria I
A Pousada D. Maria I ou Pousada de Queluz situa-se em Queluz, distrito de Lisboa. Integra a rede Pousadas de Portugal com a classificação de Pousada Histórica.

## História do edifício
Na segunda metade do século XVIII, numa das últimas fases de obras do Palácio Real de Queluz, já durante o reinado de D. Maria I, foi edificado, frente ao palácio, mas fazendo parte do mesmo conjunto arquitectónico, a torre do relógio bem como o edifício anexo destinado à guarda real, à casa da administração e às cavalariças.
O traçado da construção é atribuído a Manuel Caetano de Sousa, tido por muitos como o último representante do tardo barroco nacional, que sucedeu aos arquitectos do palácio, Mateus Vicente e Jean Baptiste Robillion.
Anexa à torre do relógio, que conta com três planos e dois registos, o primeiro com um  relógio e o segundo com os sinos rematados por uma cúpula bolbosa, desenvolve-se uma construção em cuja fachada principal se observam janelas e portas de frontão recortado.
O edifício encontra-se em vias de classificação com despacho de abertura de 1996.

Na década de 1990 foram efectuadas as obras de adptação a Pousada, tendo sido mantida integralmente a fachada original com o interior profundamente reformulado para servir as novas necessidades. A Pousada foi inaugurada em 1995.

## A Pousada
Junto à entrada situa-se a sala de estar, o bar, e a sala de serviço de pequenos almoços. O restaurante que serve a Pousada, denominado "Cozinha Velha", não se situa no edifício, mas sim no fronteiro Palácio Real, nas suas antigas cozinhas.
O interior é predominantemente revestido a madeira, sendo numerosas as peças de mobiliário D. Maria I e as tapeçarias portuguesas que decoram os acessos aos 24 quartos e 2 suites.